# Helmut Simon
Helmut Simon (ur. 11 grudnia 1937, zm. 15 października 2004 w Bad Hofgastein, Austria) – niemiecki alpinista amator, odkrywca Ötziego – „człowieka lodu”.
19 września 1991 wraz z żoną Eriką odnalazł w lodowcu w dolinie Ötz w Tyrolu Południowym zmumifikowane zwłoki ludzkie, których wiek oceniono na 5300 lat. Zwłoki „człowieka lodu”, któremu od miejsca znalezienia nadano imię Ötzi, dzięki znakomitemu stanowi zachowania (także odzieży i broni) stały się przedmiotem skrupulatnych badań.
Helmut Simon zaginął w Alpach w czasie samotnej wyprawy, na którą wyszedł 15 października 2004, niedługo po wygraniu procesu przeciw Południowemu Tyrolowi o nagrodę za swoje odkrycie. Poszukiwano go przez kilka dni w rejonie Gamskarkogel. Ciało odnaleziono w potoku 23 października.